# Stanley Cup-slutspelet 1937
New York Rangers vs. Toronto Maple Leafs
| Datum   | Hemma               | Mål | Borta               | Mål | Not      |
| ------- | ------------------- | --- | ------------------- | --- | -------- |
| 23 mars | Toronto Maple Leafs | 0   | New York Rangers    | 3   |          |
| 25 mars | New York Rangers    | 2   | Toronto Maple Leafs | 1   | sd 13.05 |

New York Rangers vann kvartsfinalserien med 2-0.
Boston Bruins vs. Montreal Maroons
| Datum   | Hemma            | Mål | Borta            | Mål | Not |
| ------- | ---------------- | --- | ---------------- | --- | --- |
| 23 mars | Montreal Maroons | 4   | Boston Bruins    | 1   |     |
| 25 mars | Boston Bruins    | 4   | Montreal Maroons | 0   |     |
| 28 mars | Boston Bruins    | 1   | Montreal Maroons | 4   |     |

Montreal Maroons vann kvartsfinalserien med 2-1.
Detroit Red Wings vs. Montreal Canadiens
| Datum   | Hemma              | Mål | Borta              | Mål | Not      |
| ------- | ------------------ | --- | ------------------ | --- | -------- |
| 23 mars | Detroit Red Wings  | 4   | Montreal Canadiens | 0   |          |
| 25 mars | Detroit Red Wings  | 5   | Montreal Canadiens | 1   |          |
| 27 mars | Montreal Canadiens | 3   | Detroit Red Wings  | 1   |          |
| 30 mars | Montreal Canadiens | 3   | Detroit Red Wings  | 1   |          |
| 1 april | Montreal Canadiens | 1   | Detroit Red Wings  | 2   | sd 51.49 |

Detroit Red Wings vann semifinalserien med 3–2.
New York Rangers vs. Montreal Maroons
| Datum   | Hemma            | Mål | Borta            | Mål | Not |
| ------- | ---------------- | --- | ---------------- | --- | --- |
| 1 april | New York Rangers | 1   | Montreal Maroons | 0   |     |
| 3 april | Montreal Maroons | 0   | New York Rangers | 4   |     |

New York Rangers vann semifinalserien med 2-0.
Detroit Red Wings vs. New York Rangers
| Datum    | Hemma             | Mål | Borta             | Mål | Not |
| -------- | ----------------- | --- | ----------------- | --- | --- |
| 6 april  | New York Rangers  | 5   | Detroit Red Wings | 1   |     |
| 8 april  | Detroit Red Wings | 4   | New York Rangers  | 2   |     |
| 11 april | Detroit Red Wings | 0   | New York Rangers  | 1   |     |
| 13 april | Detroit Red Wings | 1   | New York Rangers  | 0   |     |
| 15 april | Detroit Red Wings | 3   | New York Rangers  | 0   |     |

Detroit Red Wings vann finalserien med 3–2.